# Budy (obwód homelski)
Budy (biał. Буды; ros. Буды) – wieś na Białorusi, w obwodzie homelskim, w rejonie żytkowickim, w sielsowiecie Lenin, nad Słuczą.

## Historia
W dwudziestoleciu międzywojennym leżały w Polsce, w województwie poleskim, w powiecie łuninieckim, w gminie Lenin (Sosnkowicze), przy granicy ze Związkiem Sowieckim, którą wyznaczała tu Słucz. Znajdowała się tu wówczas gajówka oraz strażnica KOP „Budy”.
Po II wojnie światowej w granicach Związku Sowieckiego. Od 1991 w niepodległej Białorusi.